# Дурга Гимире
Дурга Гимире (неп. दुर्गा घिमिरे; Биратнагар, 12. мај 1948) је социјална радница и председница непрофитне организације ABC Nepal која ради на пољу заштите жена и борбе против трговине људима.

## Биографија
Рођена је 12. маја 1948. у Биратнагару, као пето дете од Ганеша и Шанта Ачарије. Магистрирала је економију и дипломирала право на Универзитету Трибхуван. Била је удата за Џагдиша Гимиреа, писца, радника и политичког аналитичара у Непалу, до његове смрти 2013.
Ради као друштвени активиста и писац. Написала је неколико књига и чланака о женама, трговини здравља жена и безбедној миграцији. Презентује радове на националним, регионалним и међународним конференцијама, истраживачке чланке у часописима о питањима права жена, оснаживања жена, трговине девојкама и сексуалног експлоатисања. У младости је била укључена у студентску политику и три пута је била у затвору на око тринаест месеци. Ради као консултант за израду нових политика и планова везаних за питања трговине женама и девојкама у Непалу.
Радила је у Центру за економски развој и администрацију и Савету за социјално старање Непала. Током боравка у Лондону са супругом, радила је за BBC Nepali Service као читач вести. Оснивач је и председница ABC Nepal, у почетку је намеравала да ради у области агрошумарства, основног здравства и задруге, али је касније схватила да треба да се залаже за девојчице које се продају у индијским борделима и фокусира на кампање против трговине људима.
Суоснивач је Tamakoshi Sewa Samiti који ради у руралним селима на промоцији друштвеног начина живота људи побољшањем њиховог приступа чистој пијаћој води, могућностима исплативог запошљавања, бољег развоја пољопривредне технике и лакшег приступа здравственим установама и образовним услугама.
Потпредседница је Групације за жене и Центра за азијско–пацифичке жене у политици. Оснивачки је члан Националне мреже против трговине девојкама.

## Међународна признања и награде
- Награда Help for Self Help 2012, Фондација Strømme[8]
- Награда Reflection of Hope 2006, Национални меморијал и музеј Оклахома Сити[9]

## Књиге
- Unko Samjhana[10]
- Jailko Samjhana
- Staying Alive: Memories of women in prison
- Prevention, Care, Repatriation and Re-integration of Rescued Girls[11]
- Cheliko Katha ra Bethaharu, Mera Abubhuti[11]
- Chelibeti Bechbikhan ra Mahila Hinsa ko Bartaman Awastha[11]
- Sexual Exploitation of Nepalese Girls[11]